# گراسیلا مارتینس
گراسیلا مارتینس (پرتغالی: Graciela Martins؛ زادهٔ ۵ آوریل ۱۹۸۷ در بیسائو) ورزشکار دو و میدانی زن رشته دو ۴۰۰ متر اهل گینه بیسائو است که در مجموع در مسابقات بین‌المللی برندهٔ ۱ مدال نقره شده‌است. مارتینس در بازی‌های المپیک تابستانی ۲۰۱۲ لندن در رشته ۴۰۰ متر زنان به رقابت پرداخت.